# Mojave Moon
Mojave Moon – amerykański film przygodowy z 1996 roku.

## Fabuła
Al McCord spotyka w barze młodą ładną dziewczynę imieniem Ellie. Ta prosi go, by podwiózł ją do domu. Al zgadza się na podróż i razem jadą z Los Angeles na pustynię Mojave. Na miejscu Al zakochuje się w mamie Ellie, Julie. Z kolei Ellie zakochuje się w nim. Sytuacja komplikuje się, gdy partner Julie staje się zazdrosny.

## Główne role[1]
- Danny Aiello – Al McCord
- Angelina Jolie – Ellie Rigby
- Anne Archer – Julie, matka Ellie
- Michael Biehn – Boyd, chłopak Julie
- Alfred Molina – Sal Santori
- Jack Noseworthy – Kaiser, chłopak Ellie
- Zach Norman – Terry
- Michael Massee